# موداوتال
موداوتال (به آلمانی: Modautal) یک شهر در آلمان است که در دارمشتات-دیبورگ واقع شده‌است. موداوتال ۴٬۹۶۲ نفر جمعیت دارد.

## خواهرخوانده
شهرهای پلاگو و Szőlősgyörök خواهرخوانده‌های موداوتال هستند.